# Light Melody
Light Melody은 시드사운드에서 공개된 비정규 음반이다.

## 수록곡
1. Melody
2. 소혹성B612호
3. Snowberry